# Skilakmeer
Het Skilakmeer (Engels: Skilak Lake, Dena'ina: Q'es Dudilen Bena) is een groot meer in het zuiden van Alaska, op het Kenaischiereiland. De rivier is onderdeeel van het systeem van de Kenai River, maar bevat ook gletsjerafvoer, gevoed door smeltwater van de Skilakgletsjer. Het water is uitzonderlijk helder met een meestal rotsachtige bodem, relatief vrij van waterplanten. Het ligt in het Kenai National Wildlife Refuge en is toegankelijk via de Skilak Lake Loop Road via de Sterling Highway. De maximale diepte is 193 meter, het meer is 24 kilometer lang en op sommige plaatsen 6,4 kilometer breed. Vroege Russische ontdekkingsreizigers dachten ten onrechte dat het Skilakmeer en het Tustumenameer één waterlichaam waren. Het is een populaire bestemming voor Alaskanen omdat het slechts een half uur rijden is van Soldotna en ongeveer twee uur van Anchorage. 

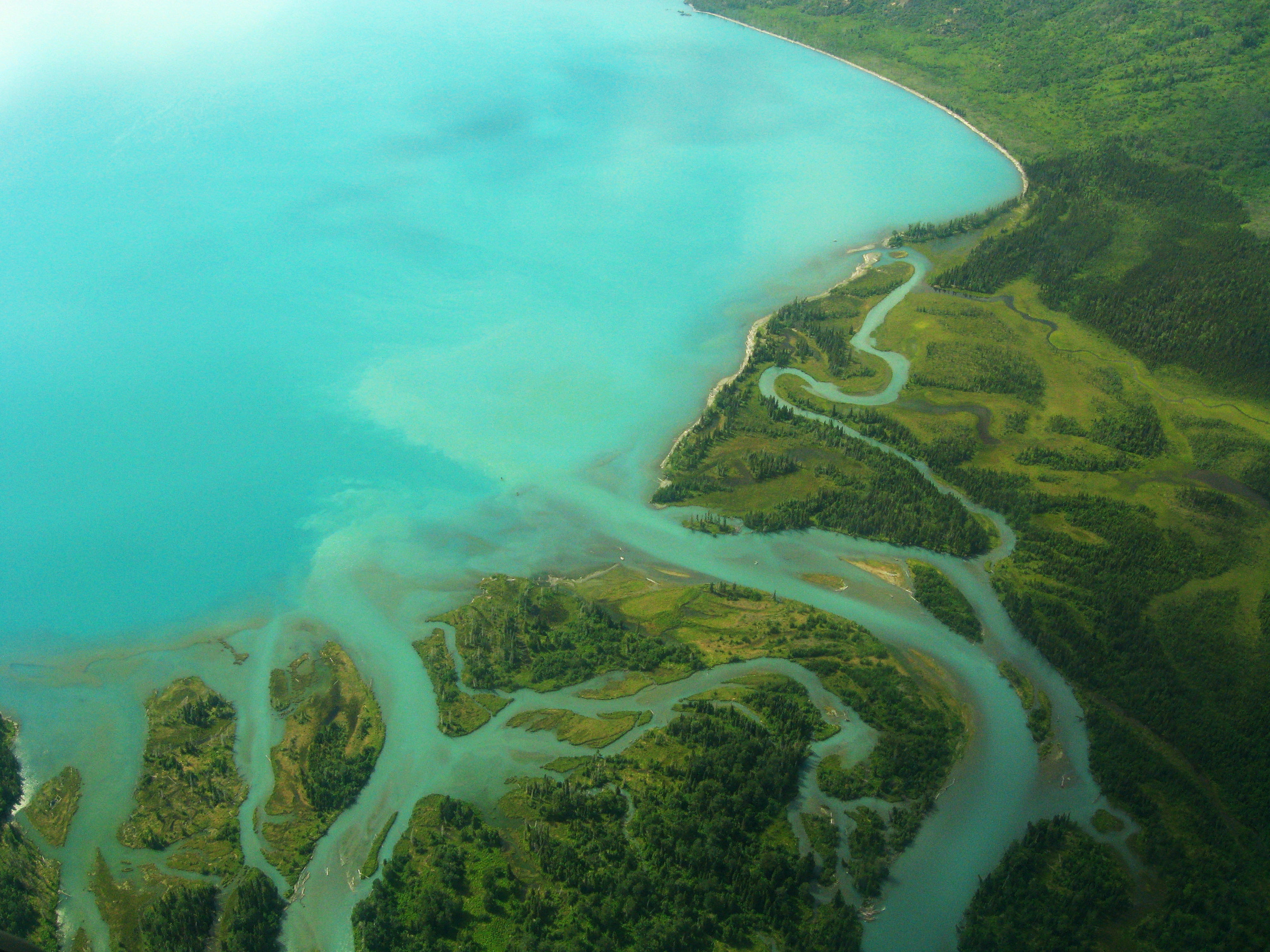
Het turqoise water van het Skilakmeer en de Kenai River delta.
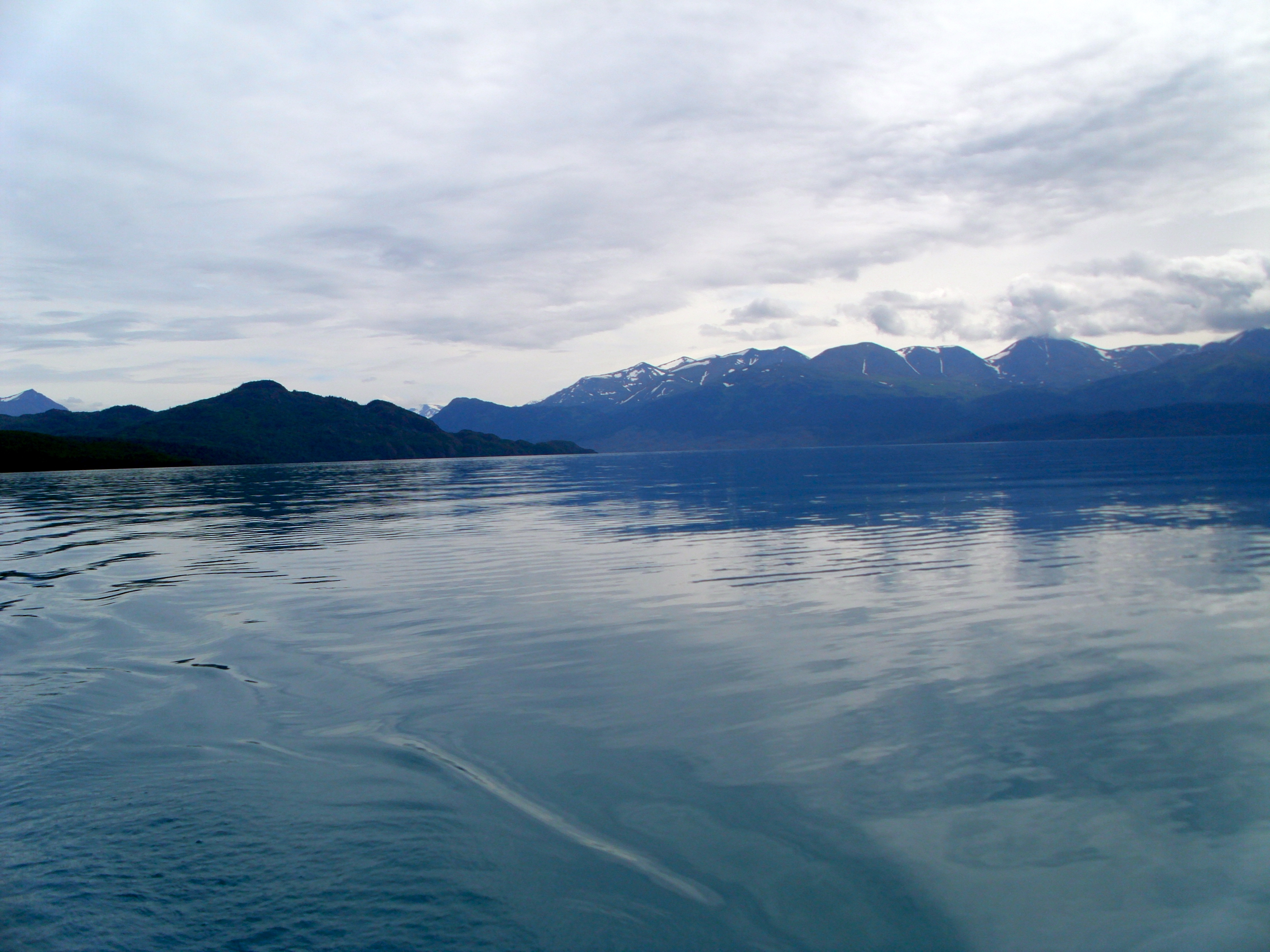
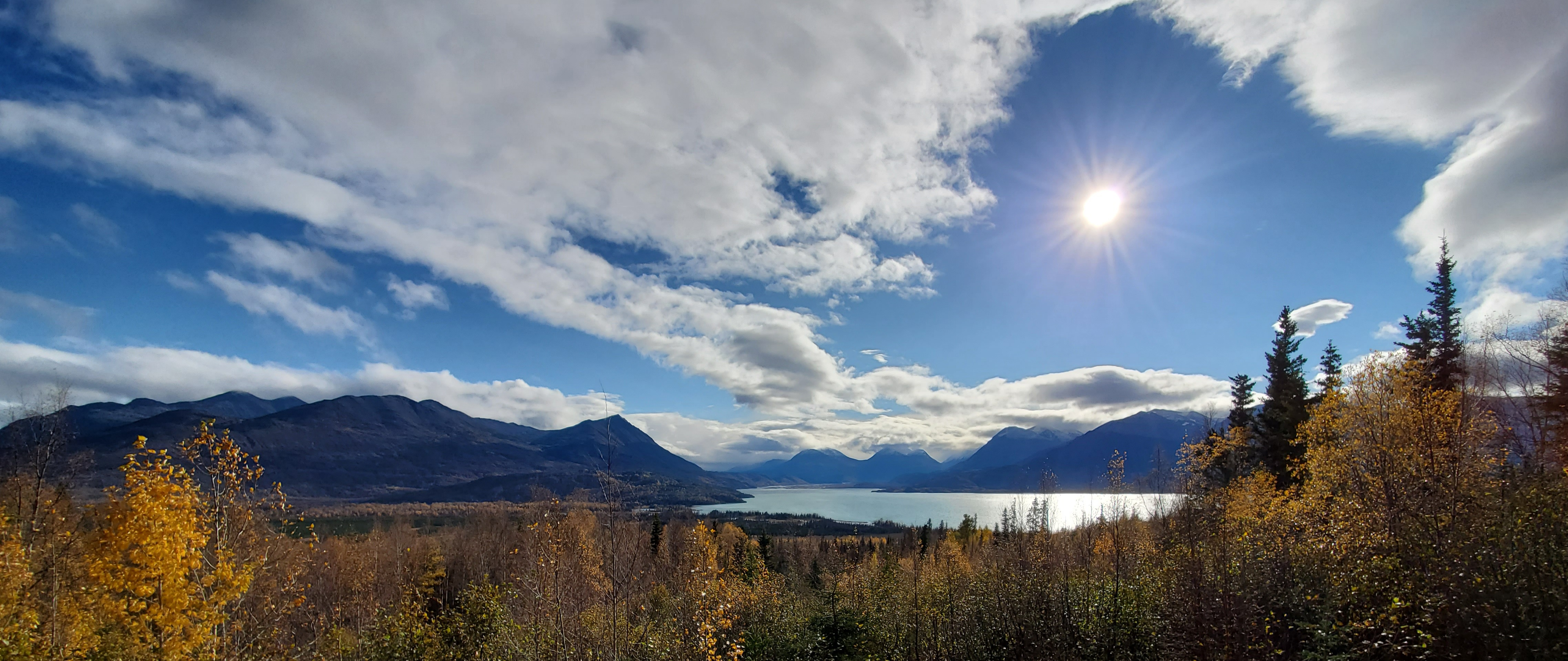
Het bovenste uiteinde van het meer gezien vanaf de Skilak Lake Road.